# Esmer, Tutak
Esmer là một xã thuộc huyện Tutak, tỉnh Ağrı, Thổ Nhĩ Kỳ. Dân số thời điểm năm 2011 là 221 người.